# 훈툰
훈툰(중국어 간체자: 馄饨, 정체자: 餛飩; húntun) 또는 완탄(광둥어: 雲吞; wan4 tan1)은 고기와 야채를 섞은 소를 얇은 피로 싸서 끓여낸 중국의 만두류 음식이다. 훈툰은 밀가루, 달걀, 물, 소금으로 만든 밀가루피로 만든다. 고기나 새우로 소를 만든다. 한국의 물만두와 만드는 방법은 비슷하나 크기가 작고 피가 얇다. 큰 훈툰도 있는데, 차이러우다훈툰 채소와 고기를 함께 넣은 훈툰이다. 훈툰을 삶아서 탕에 넣으면 한국의 만둣국처럼 된다.
훈툰을 흔히 완탕으로도 부르며, 한국 남부 지방에서는 완당으로도 부른다.

## 어원
1. 서시는 와신상담 월왕(越王)의 미인계로 오왕(吴王)에게 보내지는 바, 서시가 완탕 비슷한 음식을 만들어 오왕에게 대접했고 음식의 이름을 묻는 오왕에게 조롱하는 의미로 혼돈(混沌)이라고 했다고 한다.
2. 이 음식을 만들 때 대충 만들고 그 모양새가 볼품이 없어 혼돈이라 불렀다고 한다.

## 명칭
베이징을 기점으로 북방지역에서 많이 먹던 만두로, 오늘날 지역마다 명칭이 다르다. 보관됨 2015-10-18 - 웨이백 머신
- 베이징 =북경을 비롯한 중국 북경 지역에서는 훈툰이라고 부른다.
- 사천 =차오소우라고 부르며 사천 사람들은 매운맛을 선호하여 홍요우차오소우라고 부른다.
- 귀주 =쿤툰이라고 부르며, 맹물에 끓인후 양념장에 찍어먹는다고 한다.
- 강서 =칭탕이라고 하며, 빠오미앤이나 윈툰이라고 부르기도 한다.
- 안휘 =보따리라는 뜻의 빠오푸라고 부른다.

## 훈툰의 종류
훈툰은 속을 채우는 속재료마다 종류를 달리한다.
1. 고기훈툰 =돼지고기와 다진양파를 섞어 훈툰피로 싸서 삶는다
2. 새우훈툰 =싱싱한 새우살과 돼지고기를 재료로 한 것이다.
3. 새우고기훈툰 =다진새우살과 돼지고기를 재료로 한 것이다.
4. 채소고기훈툰 =돼지고기에 채 썬 나물만 섞어 크게 만든 것이다.
5. 홍요우차오소우 =고기훈툰에 고추기름을 주로하여 양념장류를 곁들여 먹는 것이다.

## 훈툰 만드는 방법
1. 먼저 밀가루에 찬물과 소금약간을 넣어 피 반죽을 한다.
2. 반죽을 5cm 정도로 작게 만들어 얇게 밀어준다.
3. 피를 만든 다음 속재료를 만드는데, 피가 얇아 쉽게 찢어 질 수 있으니 속재료를 잘게 다져 만들어 주어야 한다.
4. 속재료를 만들었다면, 피에 소를 올린후 1/2정도만 말은 다음 다시 3/4정도를 말아서 양끝을 모아 손끝으로 눌러 주어야 한다.
5. 잘 완성된 훈툰을 맑은 물에 삶아내면 훈툰 만들기가 끝이난다. 보관됨 2018-11-25 - 웨이백 머신

## 같이 보기
- 혼돈
- 만터우
- 자오쯔
- 궈톄
- 사오마이
- 소를 넣은 음식 목록